# Marco Casanova
Pour les articles homonymes, voir  Casanova.
Marco Casanova, né le 7 juin 1976 à Coire, est un skieur alpin suisse.

## Coupe du Monde
- Meilleur classement final : 48e en 1999.
- Meilleur résultat : 3e.